# Никола Златев (художник)
 Тази статия е за художника.  За аптекаря вижте Никола Златев.  
Никола Кръстев Златев (1907 – 1989) е български художник – живописец и график, работил активно през XX век. Известен е с работата си в различни жанрове, включително социална тематика, портрет, пейзаж и натюрморт, както и с майсторството си в техниките на акварела, маслената живопис, пастела и гравюрата.

## Биография
Роден е на 12 декември 1907 г. в колиби Лъга, част от землището на село Караш, Врачански окръг. Завършва живопис в Художествената академия в София през 1932 г. при проф. Цено Тодоров и графика при проф. Васил Захариев. Специализира в Италия (Рим, 1935 г.).
Между 1934 г. и 1948 г. работи като учител. През 30-те години на XX век преподава рисуване в гимназия „Д-р Петър Берон“ в Свиленград. Преди 1944 г. живее и работи в Плевен, където организира две самостоятелни изложби (1938, 1942).
Членувал е в дружество „Родно изкуство“ от 1936 г. и в Съюз на българските художници (СБХ) от 1944 г. Участва активно в художествения живот на България още от завършването си.
В периода 1948 – 1950 е художник-депутат към ГНС – Плевен, а през 1952 г. е художник при Министерството на културата. От 1953 до 1973 г. е редактор-художник и един от основателите на редколегията на сп. „Йени хаят“ („Нов живот“).
Почива на 29 март 1989 г. в София.

## Творчество
Никола Златев работи както в областта на живописта, така и в графиката. В живописта използва маслени бои, акварел и пастел, като е считан за един от най-добрите български майстори на акварела. Творбите му са изпълнени върху различни основи като платно, хартия, картон, фазер и дърво. Стилът му се характеризира със силна експресивност и емоционалност.
Дебютира като художник с първите си гравюри. Макар да е завършил живопис, започва работа основно в областта на графиката. Счита се за един от създателите на новото българско графично изкуство.
Никола Златев е сред основоположниците на българската социална и революционна графика от 30-те години на XX в. Заедно с Васил Захариев, Веселин Стайков и Пенчо Георгиев оформя нова вълна, насочена към социални и битови теми.
Особено изявен е в техниката на гравюра на дърво, като изработва ключови творби като „Задушница“ (1932), „Баница“ (1933), „Сивия банк“ (от Сливенския край), „Вечер на село“ (1934), „Гранично село“ (1936).
Включен в движението на българската революционна графика, с творби като „Войната приближава“ (1938) и „Селянин“ – образи с висока социална и морална стойност.
Изгражда серия пейзажи с родопски мотиви в топли тонове и меки линии – напр. „Пейзаж в червено“, „Плаж“, „Пазар“ (1939).
- „Леярна“ (1945), гравюра на дърво
- „Росстрой“ (1946), гравюра на дърво
- „Иван Вазов“ (1946), гравюра на дърво
- „Николай Лилиев“ (1946), гравюра на дърво
- „Алеко Константинов“, дърворезба

### Теми
Тематичният обхват на Златев е широк:
- Социална тематика: Особено в ранния му период – „Сиромахиня“ (1933), „Из крайнините на София“ (1933), „Бежанци“ (1936).[1]
- Исторически събития: „Разстрел“ (1945, гравюра), „Разбиване на Плевенския затвор“ (1947).[1][2][10]
- Портрети: „Дядо Петьо“ (1934), „Селянин“ (1938), „Звеноводката Емине“ (1957), „Депутатката Назифе“ (1957), „Портрет на Георги Димитров“.[1][2]
- Селски бит и пейзажи: „Селски двор“ (1934), „Сестричета“ (1935/36), „Овчарчета“ (1936), „Зима из Коньовица“ (1933, гравюра), „Мелник“ (1938, гравюра), „Пейзаж от Кърджали“ (1963).[1][7][11][12]
- Индустриални мотиви: „Леярна“ (1945).[1]
- Градски пейзажи и пътеписни мотиви: „Венеция“ (рисунка, пастел), „Към пирамидите“ (смесена техника), „Саркофагът на Наполеон Бонапард-Париж“ (маслен пастел).[2][13]
- Натюрморт: „Натюрморт“ (1976).[8]

### Значими творби
Някои от по-известните му произведения включват:
- „Зима из Коньовица“ (1933), гравюра на дърво[11]
- „Сиромахиня“ (1933)[1]
- „Дядо Петьо“ (1934)[1]
- „Сестричета“ (1935/36), масло[7] (Според аукционен каталог[7], репродуцирана в сп. „Изкуство“ 1936 г. и участвала в изложба в Лувъра)
- „Бежанци“ (1936)[1]
- „Селянин“ (1938), гравюра[1][2]
- „Мелник“ (1938), гравюра на дърво[12]
- „Леярна“ (1945)[1]
- „Разстрел“ (1945), гравюра[1][2]
- „Разбиване на Плевенския затвор“ (1947)[1][10]
- „Звеноводката Емине“ (1957)[1]
- „Депутатката Назифе“ (1957)[1]
- „Пейзаж от Кърджали“ (1963)[1]
- „Натюрморт“ (1976)[8]

## Изложби
Никола Златев има активна изложбена дейност у нас и в чужбина.

### Самостоятелни изложби
- Кайро, Египет (1936)[1][2]
- Свиленград, България (1936)[1][2]
- Плевен, България (1938, 1942)[1][2]
- София, България (1946, 1967)[1][2]

### Участия в общи и международни изложби
Участва в множество Общи художествени изложби (ОХИ) в България и в колективни представяния на българското изкуство в чужбина, сред които: Чехия, Полша, Унгария, ГДР, Австрия, Югославия, Албания, САЩ, Франция, Египет, СССР.

### Посмъртни изложби

#### Юбилейна изложба (2007)
По повод 100-годишнината от рождението на Никола Златев през юни 2007 г. Съюзът на българските художници (СБХ) одобрява молбата на дъщерята на художника Юлия Златева да организира голяма юбилейна изложба в галерията на ул. „Шипка“ 6 в София. Експозицията представя 75 творби, смятани за едни от най-добрите му работи, включително 40 акварела, 30 графики (вкл. гравюри на дърво), рисунки от Египет и Италия, както и маслен автопортрет, демонстриращи многостранния талант на художника.
Изложбата е съпроводена с каталог и текстове от изкуствоведа Владимир Свинтила и художника Евтим Томов.

#### Изложба във Враца (2017)
По повод 110-годишнината от рождението на Никола Златев (и 125 години от рождението на Иван Тричков) през октомври 2017 г. в Художествена галерия „Иван Фунев“ при Регионалния исторически музей във Враца е подредена изложба с творби на двамата художници от фонда на галерията.

## Награди и признание
- Орден „Св. св. Кирил и Методий“ – III степен (1959)[1][2]
- Орден „Св. св. Кирил и Методий“ – II степен (1967)[1][2]

Сътрудничил е на българския и чуждия печат със статии, рецензии и други материали в областта на изобразителното изкуство.

## Оценки
Според Владимир Свинтила Никола Златев има „особен хроматичен усет“ и „умение да обединява впечатленията в цялостни пластически форми“.

## Наследство
Творби на Никола Златев са притежание на:
- Национална художествена галерия, София (напр. „Звеноводката Емине“, „Пейзаж от Кърджали“)[1]
- Художествена галерия „Станка Димитрова“, Кърджали (напр. „Леярна“)[1]
- Художествена галерия „Иван Фунев“, Враца[15]
- Други държавни галерии и частни колекции в България и чужбина (напр. „Депутатката Назифе“ се споменава като намираща се в САЩ).[1]

Негови произведения редовно се предлагат в търговски галерии (като Галерия „Виктория“) и на търгове (като аукционна къща „Енакор“).

## Картини
Редки творби на Никола Златев, частна колекция.
- „Автопортрет“, масло
- „Майка“ (1940), масло
- „Съпругата на художника“ (1942), масло
- Портрет на дъщерята на художника
- Пейзаж
- Пейзаж
- Картина от цикъла „Космос“
- Картина от цикъла „Космос“
- Картина от цикъла „Космос“
- Картина от цикъла „Космос“
- Картина от цикъла „Космос“
- Картина от цикъла „Космос“